# Mengssche Abgusssammlung

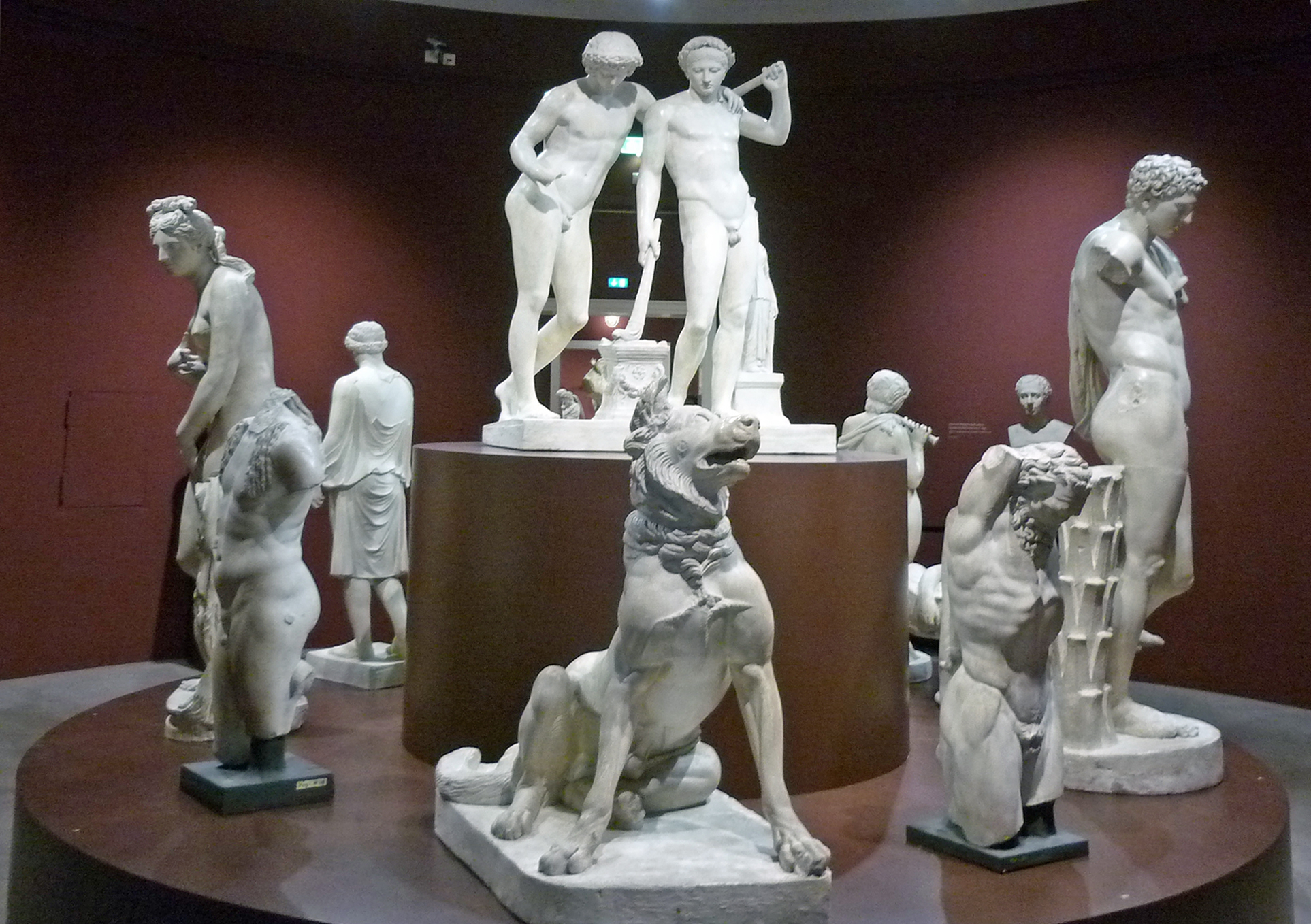
Neue Aufstellung der Mengsschen Abgusssammlung der Staatlichen Kunstsammlungen Dresden seit Juni 2021

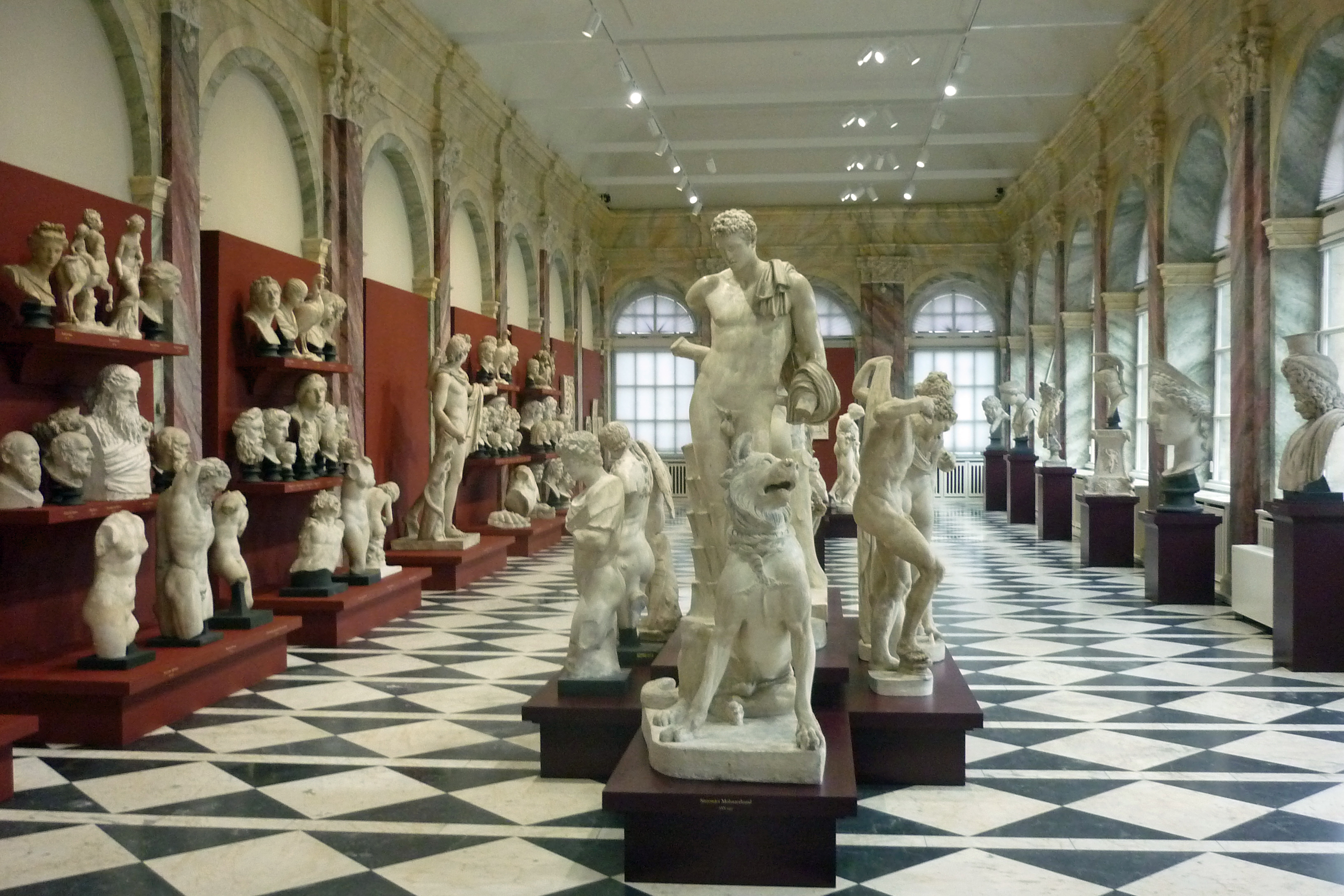
Blick in den Deutschen Saal mit der Mengsschen Abgusssammlung der Staatlichen Kunstsammlungen Dresden (März 2016 bis Dez. 2019)

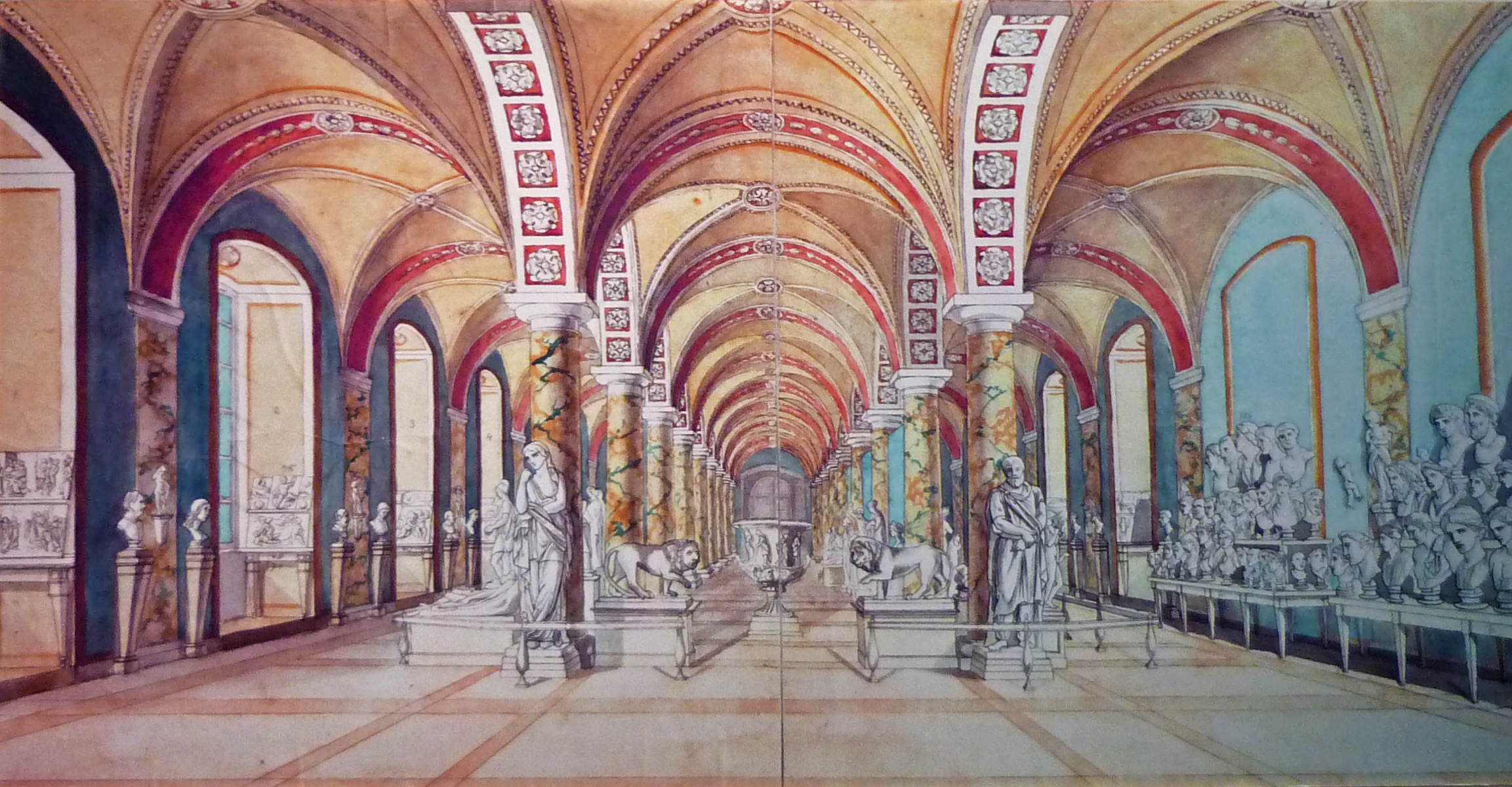
Aufstellung der Sammlung im ehemaligen Stallgebäude (Johanneum) von 1794 bis 1857

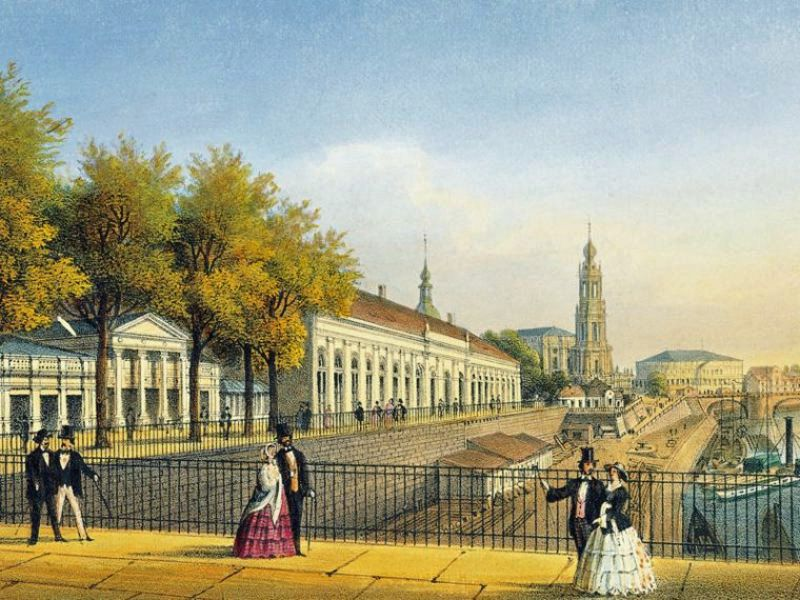
Ursprünglicher Aufstellungsort der Sammlung in der Brühlschen Galerie von 1786 bis 1794 (Mitte)

Die Mengssche Abgusssammlung ist eine Skulpturensammlung von Werken, die Anton Raphael Mengs (1728–1779) während eines seiner Aufenthalte in Rom zusammengetragen hatte.
Von 1766 bis 1772 hielt sich Mengs erneut in Rom auf. In dieser Zeit fertigte er im Auftrag von Karl III. und mit Genehmigung von Papst Clemens XIII. Gipsabgüsse von antiken Statuen auch aus den päpstlichen Museen an. Nach diesem Auftrag formte er weitere antike Skulpturen auch für sich selbst ab. Er nahm auch Gipsabgüsse von antikisierenden Skulpturen der Neuzeit ab.
Den Schwerpunkt bilden dabei Abgüsse berühmter Antiken aus Rom und Florenz, aber auch von Werken der Renaissance und des Barock von Donatello, Michelangelo und Bernini. Die Sammlung großformatiger Abgüsse und verkleinerter Skulpturen diente den Künstlern beim Studium der Antike als Vorlage zum Zeichnen.
Heute ist sie ein Bestandteil der Skulpturensammlung der Staatlichen Kunstsammlungen Dresden.
Mengs soll noch den Wunsch ausgesprochen haben, dass diese Sammlung nach Dresden kommen möge. Bereits August der Starke hatte 1728 die 160 Skulpturen umfassende Antiken-Sammlung des Agostino Chigi, eines der reichsten Männer der Renaissancezeit und Bankier der Päpste, und weitere kleinere Sammlungen erwerben können, welche er im Palais im Großen Garten unterbrachte. Dadurch wurde Dresden zur ersten deutschen Stadt mit einer Antikensammlung nach italienischem Vorbild.
Im Jahre 1783 kaufte der sächsische Kurfürst Friedrich August III. Mengs Schwester, der Malerin Theresa Concordia Maron in Rom, die Skulpturensammlung von über 800 Werken ab, und der in Rom lebende Bildhauer Alexander Trippel, bekannt durch zwei Goethe-Büsten, verpackte sie.
Im Frühjahr 1784 erreichten die Gipsabgüsse in 96 Kisten über den Wasserweg Dresden und wurden nach der Aufbereitung ab 1786 im damaligen Gemäldesaal des Brühlschen Gartens aufgestellt.
Die Werke wurden dann ab 1794 im Erdgeschoss des ehemaligen Marstalls, jetzt Johanneum, gezeigt, hier wurden sie u. a. auch von Goethe bewundert.
Ab 1857 waren sie dann im Osttrakt der neuen Gemäldegalerie untergebracht. Nach kriegsbedingter Auslagerung, Abtransport in die Sowjetunion und Rückgabe im Jahr 1958 war die Sammlung im Keller des Albertinums eingelagert. Nach über 70 Jahren ist sie nun der Öffentlichkeit wieder zugänglich. Vom März 2016 bis Ende 2019 wurde sie im Deutschen Saal des Zwingers gezeigt, jetzt seit Juni 2021 innerhalb der Sammlung der Dresdner Gemäldegalerie – Alte Meister. Von den über 400 gegenwärtig noch vorhandenen Werken werden dort etwa 120 museal präsentiert.
Durch die Aufstellung der Abgusssammlung (zusammen mit den Kleinbronzen im Skulpturengang) in der Gemäldegalerie werden hier Skulpturen und Gemälde im Sinne des Paragone („Wettstreit der Künste“) gegenübergestellt.
Beispiele einiger bekannter Werke aus der Sammlung sind:
- Statue des Hermes, sog. Antinoos vom Belvedere (Vatikan, Museo Pio-Clementino)
- Statue des Apollon, sog. Apoll vom Belvedere (Vatikan, Museo Pio-Clementino)
- Togastatue des Aule Meteli, sog. Arringatore (Florenz, Museo Archeologico Nazionale)
- Sog. Torso vom Belvedere (Vatikan, Atrio del Torso)
- Dornauszieher, sog. Spinario (Rom, Musei Capitolini)
- Kopf des Herakles Farnese (Neapel, Museo Archeologico Nazionale)
- Maske der sog. Iuno Ludovisi (Rom, Museo Nazionale Romano, Palazzo Altemps)
- Sog. Hera Barberini (Vatikan, Museo Pio-Clementino)
- Porträtkopf des Moses von Michelangelo (Rom, Basilica di San Pietro in Vincoli)
- Porträtkopf Alexander der Große als Helios (Rom, Musei Capitolini)
- Kopf der Medusa, Typus Medusa Rondanini (München, Glyptothek)